# Nickelodeon (Italia)
Nickelodeon (abbreviato in Nick) è un canale televisivo a pagamento italiano edito da Paramount Global Italia nonché versione locale della rete statunitense omonima. È visibile alle numerazioni 605 e 606 (Nickelodeon +1) di Sky Italia con il pacchetto Sky Kids.

## Storia
Le produzioni Nickelodeon erano state trasmesse in Italia già a partire dal 1997 su RaiSat 2 (poi RaiSat Ragazzi) per 3 ore al giorno (anche se nel 2011 fa un'altra collaborazione per rinnovare le prime 2 stagioni e per rinnovare la quinta stagione di Winx Club, che in Italia viene trasmesso su Rai Gulp e Rai 2 e negli Stati Uniti su Nickelodeon).
Dal 1º novembre 2004 Nickelodeon inizia a trasmettere sul canale 604 della piattaforma Sky, dividendo il proprio spazio con Paramount Comedy (il canale per bambini trasmetteva dalle 06:00 alle 20:00, mentre quello d'intrattenimento dalle 20:00 fino alle 06:00). Successivamente vengono ricoperte anche le ore mancanti assegnate a Paramount Comedy, diventando così due canali diversi tra loro.
Il canale, inizialmente proprietà di MTV Italia S.r.l., iniziò a trasmettere serie animate originali già conosciute in Italia come SpongeBob, Rugrats, Due fantagenitori ed altre nuove e di successo come Avatar - La leggenda di Aang, oltre a telefilm per ragazzi come Drake & Josh, iCarly, Ned - Scuola di sopravvivenza e Zoey 101. Inoltre, comincia a produrre programmi italiani come Stranick (contenitore pomeridiano condotto da 4 ragazzi che cesserà di esistere pochi anni dopo) e ad importare dall'estero i Kids' Choice Awards.
Nel 2009 il canale subisce un rinnovamento alle proprie grafiche e il 31 luglio arriva Nick Jr., che ne eredita la programmazione prescolare; sempre in questa data, al canale 605 di Sky, venne lanciato Nickelodeon +1, che ritrasmette i programmi di Nickelodeon un'ora dopo.
Il 1º aprile 2010 il canale subisce un'altra rivisitazione, rinnovando il logo e le grafiche adattandosi alla versione americana. Sempre in questa data, Nickelodeon e Nickelodeon +1 iniziano a trasmettere alcuni programmi nel formato panoramico 16:9.
Il 4 luglio 2011 Nickelodeon e Nickelodeon +1 cambiarono numerazione su Sky, passando rispettivamente ai canali 605 e 606 della piattaforma.
Dal 9 settembre 2013 tutta la programmazione di Nickelodeon e del suo timeshift +1 viene trasmessa in 16:9. Inoltre, sempre in questa data, vengono rinnovate le grafiche di rete.
Il 4 dicembre 2015 viene lanciato TeenNick al canale 620 di Sky, ereditando gran parte della programmazione per ragazzi di Nickelodeon, che inizia a trasmettere un maggior numero di serie animate.
Il 26 giugno 2017 le grafiche del canale subiscono un restyling, uniformandosi alle versioni internazionali, mentre il logo, pur rimanendo invariato, assume una nuova animazione e grandezza.
In seguito alla chiusura di TeenNick, avvenuta il 2 maggio 2020, Nickelodeon ne eredita parte della programmazione.
Il 3 luglio 2023 le grafiche e il logo del canale subiscono un restyling, uniformandosi alle versioni internazionali.

## Programmi

### Cartoni animati

#### Attualmente in onda
- A casa dei Loud
- Alvinnn!!! e i Chipmunks
- SpongeBob

#### Precedentemente in onda
- Angus & Cheryl
- Avatar - La leggenda di Aang
- Barbapapà
- Barnyard - Ritorno al cortile
- Benvenuti al Wayne
- Bernard
- Blake sotto assedio!
- Bolts & Blip
- Breadwinners
- Bubble Guppies - Un tuffo nel blu e impari di più
- Bunsen è una Bestia
- Catastrofici castori
- CatDog
- Catscratch
- Cubeez
- Danny Phantom
- Domo TV
- Dora l'esploratrice
- Dorg Van Dango
- Due fantagenitori
- Edgar e Ellen
- El Tigre
- Fanboy & Chum Chum
- Fifi e i bimbi fioriti
- Garfield e i suoi amici
- Ginger
- Gli zonzoli
- Gnoufs
- Harvey Beaks
- Hello! Spank
- Hey, Arnold!
- Il fantastico mondo di Richard Scarry
- Il mondo dei Thornberry
- Il mio amico Rocket
- Il trattorino rosso
- INK: Inkredibili agenti sottobanco
- Inuk
- Invader Zim
- I pinguini di Madagascar
- I Rugrats
- I Rugrats da grandi
- I viaggi nel tempo di Sammy e Raj
- Iron Man: Armored Adventures
- Johnny Test
- Kappa Mikey
- Kung Fu Panda - Mitiche avventure
- La crescita di Creepie
- La Grande B!
- La leggenda di Korra
- La guerriera e il troll
- Le avventure di Fievel
- Le avventure di Jimmy Neutron
- Le avventure di Kid Danger
- Lo zainetto di Ollie
- Lola & Virginia
- Lui è Pony
- Maiale Capra Banana Grillo
- Miffy e i suoi amici
- Mimì e la nazionale di pallavolo
- Mix Master
- Monsuno
- Mostri contro alieni
- Magica Doremi
- Mysticons
- Occhi di gatto
- PAW Patrol
- Peppa Pig
- Picchiarello
- Planet Sheen
- Rabbids: Invasion
- Regal Academy
- Ricky Sprocket
- Robot and Monster
- Rocket Monkeys
- Rocket Power - E la sfida continua...
- I Rugrats
- Sanjay and Craig
- Skyland
- Gli Snorky
- SpongeBob Shorts
- Tak e la magia Juju
- Teenage Mutant Ninja Turtles - Tartarughe Ninja
- Teenage Robot
- The Ren & Stimpy Show
- The Monkey
- The Spectacular Spider-Man
- Toon Marty
- T.U.F.F. Puppy
- Wayside Highschool
- Wonder Pets
- Yakkity Yak
- Angry Birds Toons
- Zevo-3

## Loghi

1º novembre 2004 - 1º aprile 2010
1º aprile 2010 - 2 luglio 2023
In uso dal 3 luglio 2023